# Homenatge a la tomba de Debussy
L'homenatge a la tomba de Debussy (pour le tombeau de Debussy) és una obra per a guitarra sola escrita pel compositor gadità Manuel de Falla l'any 1920. L'obra va marcar un abans i un després dins de l'escriptura guitarrística de l'època.

## Context
Prefirió (Falla) refugiarse en aquel carmen, oculto en la Alhambra granadina, para dedicarse por completo a la composición.(...) Falla, aprendió allí, entre Albéniz y Barrios, a enamorarse de Granada. La Granada de los amplios silencios y melodías intraducibles. (...) Allí había gitanos, un Albaicín, ríos de nombres árabes, cármenes con flores y una sierra nevada. (...) ¡Y las zambras gitanas, y los rasgueos de la guitarra! (...) Granada era su lugar de trabajo.
A la tardor de 1919 Falla es va establir per primera vegada a Granada. Es va allotjar a la pensió “Alhambra”, reservada pel seu amic Barrios, però no va ser fins a finals de l'estiu de l'any 1920 que es va traslladar al carmen de Antequeruela. El carmen de Antequeruela és una casa situada a l'Alhambra que té un petit jardí amb vistes al Generalife i al Albaicín.
Con sus rejas florides, con su patio, en el que cantaba una pequeña fuente, con sus muros blanqueados de cal... 
Falla va escriure l'Homenatge a Debussy en aquesta casa l'agost del 1920. L'estrena absoluta de la peça va ser el 24 de gener del 1921 a París i l'encarregada d'estrenar l'obra va ser Marie Louise Casadesus amb un arpa-llaüt. L'estrena amb guitarra es va fer el 13 de febrer del 1921 a Burgos i el que la va estrenar va ser el guitarrista català Miquel Llobet. Emili Pujol va ser el primer que va estrenar la versió amb guitarra a França, concretament a París el 2 de desembre del 1922.

## Història de l'obra
Así que, un rato antes que Debussy volviera a su casa, ya esperaba Manolo impaciente, paseando ante la puerta del edificio (...) Allí había un magnífico piano, y cuando Manolo, todo intimidado entró en la estancia, Debussy, señalándole aquel instrumento, sólo le dijo estas palabras: muéstreme lo que sabe hacer. (...) Debussy, que había creído, tal vez, que aquel joven era uno de los que acudía a buscar su protección y ayuda, y confiaba poco en su talento artístico, le escuchaba asombrado. (...) Y, desde entonces, Debussy fue uno de los mejores amigos que tuvo Manolo en París.
Manuel de Falla i Claude Debussy van iniciar una gran amistat quan l'espanyol va arribar a París per primer cop amb les partitures de La vida breve sota el braç. L'any 1920, dos anys després de la mort del compositor francès, la Revue Musicale de París va encarregar una petita peça musical i algun testimoni escrit a Falla i a altres compositors propers a Debussy per escriure un monogràfic en memòria del compositor difunt. Aquest monogràfic es publicaria el desembre del 1920. Falla va participar enviant una obra (Homenatge “Pour le tombeau de Claude Debussy”) i un article anomenat “Claude Debussy et L'Espagne”.
L'instrument que va escollir Falla va ser la guitarra tot i que mai abans havia escrit per aquest instrument. Falla va veure en la guitarra (instrument que sol acompanyar al cant popular andalús) les característiques ideals per homenatjar al mestre Debussy que tantes vegades havia  trobat a la música popular andalusa la inspiració per les seves obres com p.e les Soireé dans Grenade.

Un altre factor que va contribuir a que Falla triés la guitarra va ser la insistència del guitarrista català Miquel Llobet. Es conserva la correspondència entre els dos músics en la que el català proposa al gadità escriure una obra per guitarra, però segons un article de Javier Suárez Pajares va ser en concret un tema que varen parlar el que va acabar de convèncer a Falla:
Preguntaría maliciosamente a Llobet por qué solo los guitarristas escribían música para guitarra y Llobet le contestaría, (...) porque era particularmente difícil escribir bien para este instrumento. (...) Llobet tendría muy asumido que el hecho de componer una buena pieza para guitarra (...) no concluía con la idea de esa música, sino con su mejor disposición sobre el instrumento según las distintas posibilidades que este ofrece (...) y no se olvide el tópico de la guitarra como "orquesta en miniatura"
Això va acabar de motivar a Falla per escriure l'Homenatge per guitarra tot i que després la va escriure per piano el setembre del 1920. Al 1939 va incloure una versió orquestral a la Suite Homenajes.
L'homenatge era conegut també com una Havanera Fúnebre, el ritme característic de les havaneres estava present en l'obra però de manera sòbria, elegant i en un to elegíac. Falla va aprofitar recursos tècnics de la guitarra com els glissandos, harmònics, “rasgueos” i disposicions harmòniques totalment noves que van convertir l'homenatge en una de les obres contemporànies cabdals del repertori guitarrístic.
En els últims compassos de l'obra Falla introdueix una cita literal del tema de la Soireé dans Grenade, posant de manifest la capacitat de Debussy de captar i d'estilitzar l'essència de la música popular andalusa.

L'eminent guitarrista Andrés Segovia va dir sobre l'obra:
“(...) Perenne gloria es para la guitarra el haber sido depositaria de tan apretada y admirable obrita y gran pena para sus artistas que Falla no le hubiese consagrado otra chispa de su genio. La guitarra concentra en sí la pluralidad de timbres de diversos instrumentos, como se concentra en un pequeño frasco la fragancia de un jardín. También Falla atesoraba infinitos matices para expresar el puro fluir de su vida y la religión de su arte, tan viva en su corazón, como sus sentimientos cristianos. Y confió a la guitarra su "Homenaje", adiós conmovido, que desde el limpio cielo de su alma, envió a la mirada supraterrena de su entrañable amigo, Claude Debussy.”

## L'admiració de Falla per Debussy
Manuel de Falla veu en les obres de Debussy el que no veu en les obres dels compositors espanyols, l'essència de la música popular andalusa. Els compositors espanyols de l'època escriuen amb les formes pròpies del folklore, utilitzant l'harmonia, els girs melòdics i el timbre característic però, segons Falla, no aconsegueixen captar l'essència d'aquesta música. Debussy aconsegueix evocar aquest ambient espanyol sense haver visitat mai Espanya i, tal com diu Falla, capta totalment l'essència d'aquesta música i és capaç de plasmar-la a la seva música. 
Claude Debussy ha escrito música española sin conocer España; mejor dicho, sin conocer el territorio español, lo cual es bien distinto. (…) ¡Debussy, que no conocía realmente España, creaba espontáneamente, yo diría que de manera inconsciente, música española capaz de dar envidia a tantos otros que la conocían demasiado!… (…) La fuerza de evocación condensada en la Soirée dans Grenade tiene algo de milagro cuando se piensa que esta música fue escrita por un extranjero guiado por la sola intuición de su genio. (...) Aquí es Andalucía la que se nos presenta: la verdad sin la autenticidad, podríamos decir, ya que no hay un solo compás tomado del folklore español y, no obstante, todo el trazo, hasta en sus menores detalles, hace sentir a España (…) De este conjunto de hechos España se ha beneficiado grandemente. Se podría afirmar que, hasta cierto punto, Debussy ha completado lo que el maestro Felipe Pedrell nos había ya revelado de riquezas modales contenidas en nuestra música y de las posibilidades que de ellas se derivaban. Pero mientras que el compositor español emplea el documento popular auténtico en gran parte de su música, se diría que el maestro francés ha huido de ellos para crear una música propia, no tomando prestado sino la esencia de sus elementos fundamentales. (...)
Aquesta recerca de l'essència andalusa el va portar, junt amb el poeta Lorca, a organitzar el concurs de “Cante Jondo” que es va celebrar a Granada l'any 1922.